# Lex Humphries
Lex Humphries (* 22. August 1936 in Rockaway, Queens, New York; † 11. Juli 1994) war ein US-amerikanischer Jazz-Schlagzeuger.

## Leben und Wirken
Lex Humphries spielte zunächst mit Chet Baker in Europa 1956, mit Dizzy Gillespie 1958, mit dem Art Farmer/Benny Golson Jazztet 1959–60 (Meet the Jazztet) und mit Donald Byrd 1960. Bekannt wurde er durch die Zusammenarbeit mit Musikern, die sich mit Weltmusik und Jazz auseinandersetzten, Sun Ra (Nuits de la Fondation Maeght, 1971) und Yusef Lateef. Als Mitglied des Sun Ra Arkestra erscheint er in dem Film Space Is the Place. Humphries spielte auch mit John Coltrane, Slide Hampton, John Handy, Freddie Hubbard, Wes Montgomery, Duke Pearson, McCoy Tyner, Leon Thomas und Doug Watkins Platten ein.

## Diskographische Hinweise
- Donald Byrd: Fuego (Blue Note, BLP 63802)
- John Coltrane - The Heavyweight Champion - The Atlantic Recordíngs[2]
- Yussef Lateef: Eastern Sounds, The Centaur And The Phoenix (alle OJC)
- Sun Ra: Calling Planet Earth, Space In The Place, Black Myth/Out In Space (alle Freedom), Discipline 27/II (1973), Thunder of the Gods (ed. 2019)
- Wes Montgomery: So Much Guitar! (OJC, 1961)